# Heinrich Deichert
Heinrich Deichert (geboren 10. März 1871 in Marburg an der Lahn; gestorben 1958) war ein deutscher Arzt und Medizinhistoriker.

## Leben
Heinrich Deichert kam 1871 als Sohn eines Universitäts-Musik-Direktors zur Welt. Nach dem Besuch des Gymnasiums studierte er in Göttingen Medizin an der dortigen Universität. Nach seiner Approbation im Jahr 1896 wirkte er zunächst als Assistenzarzt in Göttingen und Hannover, wo er sich 1898 als praktischer Arzt niederließ.
1908 heiratete er Lis Langenscheidt. Dem Ehepaar wurde am 12. April 1909 Sohn Erich geboren.
Neben seinem wichtigsten Werk, der Geschichte des Medizinalwesens im Gebiet des ehemaligen Königreichs Hannover ..., verfasste Deichert 13 Abhandlungen in Virchows Archiv sowie Beiträge in der Deutschen medizinischen Wochenschrift, der Medizinischen Klinik, Zeitschrift für Balneologie, den Hannoverschen Geschichtsblättern und anderen Publikationen.
Heinrich Deichert starb 1958.

## Schriften (Auswahl)
- Ein Fall von Darminvaginationen im Gefolge von malignen Lymphomen mit geheiltem Riss an dem Intussusceptum der ältesten Invagination, Inaugural-Dissertation vom [23. Januar] 1895 an der Medizinischen Fakultät der Universität Göttingen, Göttingen: Druck der Dieterich’schen Universitäts-Buchdruckerei, 1895
- Geschichte des Medizinalwesens im Gebiet des ehemaligen Königreichs Hannover. Ein Beitrag zur vaterländischen Kulturgeschichte (= Quellen und Darstellungen zur Geschichte Niedersachsens, Band 26), Hannover; Leipzig: Hahnsche Hofbuchhandlung und Verlag, 1908
- Freibeuter und fahrende Leute im 16. Jahrhundert. Ein kulturgeschichtliches Bild aus Niedersachsen, Hannover: Th. Schäfer, 1908
- Wissenschaftliche und volkstümliche Heilkunst im 16. Jahrhundert. Eine kulturhistorische Studie, in: annoversche Geschichtsblätter, 1909
- Die angebliche Kuhpockenimpfung in Königsberg im Jahre 1770, Leipzig: Thieme, 1909
- Die Einführung der Schutzpockenimpfung im Hannoverschen, Hannover: Geibel, 1909
- Hufelands Stellung zur Balneologie, [Berlin], [ca. 1910]
- Die akademische Freiheit in Helmstedt während des 16. und 17. Jahrhunderts, aus: Hannoversche Geschichtsblätter, Band 13, Heft 3, Hannover: Schäfer, 1910; S. [257]–277
- Die Pest in Hannover, 1911
- Zur Geschichte der peinlichen Rechtspflege im alten Hannover, 1912
- Die Stadt Hannover während der Fremdherrschaft. 1803–1813, Hannover: Th. Schäfer, 1913
- Leibniz über die praktische Medizin und die Organisation der öffentlichen Gesundheitspflege / von H. Deichert, Sonderdruck aus: Deutsche Medizinische Wochenschrift (Bd. 39), 1913, No. 18, Leipzig: Thieme, 1913
- Das ehemalige Wachgericht der Altstadt Hannover, Sonderdruck aus den Hannoverschen Geschichtsblättern, 17. Jahrgang Heft 4 (1914, S. 402–407), [Hannover]: [Th. Schäfer], [1914]
- Gesundheitspflege im alten Roye / H. Deichert, Sonderdruck aus: Mitteilungen zur Geschichte der Medizin und der Naturwissenschaften, Nr. 69. Bd. 15, Nr. 5 (1916), Leipzig, 1916
- Aus Leibnizens Freundeskreis. Konrad Barthold Behrens (1660–1736), ein niedersächsischer Arzt und Gelehrter, in: Sudhoffs Archiv für Geschichte der Medizin und der Naturwissenschaften, Band 28, Heft 1–2 (1935), S. 44–80